# Palazzo Marrucci
Palazzo Marrucci è un edificio storico situato a Francavilla Fontana, città in provincia di Brindisi.

## Storia e descrizione
Interamente ricostruito dalla famiglia Marrucci dopo il terremoto del 1743 (evento riportato anche nella lapide posta sulla facciata principale del palazzo), l'edificio ha la facciata principale su via Marrucci. Qui è posto il ricco portale in pietra leccese fiancheggiato da pilastri con rilievi a foglie d'acanto all'esterno e d'alloro all'interno, che proseguono nella ghiera dell'arco a tutto sesto, interrotti, in chiave, da una doppia voluta. Dai pilastri emergono paraste scanalate, che in alto aggettano in volute con mascherone frontale e che sorreggono capitelli formati da cherubini contrapposti. Il dado di trabeazione continua e si arricchisce di motivi vegetali, sormontati da un architrave spezzato e da un timpano ad andamento sinuoso. Al centro due volute racchiudono due putti che reggono lo stemma del casato. Completa l'insieme un fastigio arcuato ornato di motivi vegetali.
Al primo piano, concluso da un'alta trabeazione con cornicione aggettante, interrotta all'interno da doccioni a forma di testa di animali e una umana, la facciata è ritmata da una serie di finestre a luce rettangolare, che, come quelle rimaneggiate del pianterreno, hanno architravi e davanzali aggettanti.
Il lato che fiancheggia via San Biagio, è più semplice rispetto alla facciata principale; l'alta trabeazione con relativo cornicione s'interrompe sull'angolo, dove al piede riporta IESU NOBISCUM STATE, per proseguire con una semplice cornice.